# Metralladora EPK (Pyrkal)
La Metralladora EPK una arma dissenyada per EPK, una companyia de defensa grega, (en català, "Companyia Grega de Municions i Polvora", CGMP) més tard coneguda com a Pyrkal, era una metralladora lleugera dissenyada en 1939 per a l'Exèrcit Greg durant la Segona Guerra Mundial.

## Descripció
La creació de l'arma està connectada a la intenció d'EPK de produir un major numero d'armes d'infanteria. Seguint la proposta del govern greg de 1937, de crear una nova metralladora, i EPK va començar a produir algunes metralladores de disseny propi i prototips en 1939. El projecte sencer, incloent la producció de la infraestructura per a produir la arma de manera massiva va ser cancel·lat, per culpa de la invasió Italiana en el 28 d'octubre de 1940, i els posteriors events. Un total de no més (probablement) de 10-15 unitats van ser construïdes, i totes les armes (a excepció d'una entregada com a regal a la Familia Reial Grega) es troben desaparegudes. Alguns estudis posteriors indiquen que aquesta aema de 7,92 mm poseia algunes característiques més similars a un subfusell de la época; altres, incloent Pyrkal diuen que la arma era molt avançada per a la seva època, i que compartia algunes característiques amb els fusells d'assalt. La seva construcció era similar a la del Subfusell Thompson, amb el seu pes i característiques similars a la metralladora lleugera Ultimax 100.L'arma seria alimentada per un carregador desmuntable amb una capacitat de 30 cartutxos per ronda que es muntaria al costat de l'arma.